# Эффект снежного кома
«Эффект снежного кома» — фигуральное описание для целого ряда близких по сути неточных математических эффектов, при котором изначально небольшое по значению ядро некоего феномена становится привлекательным для всё большего числа потенциальных адептов, которые, пройдя несколько фаз приобщения к ядру, становятся его частью. Акцент в данном случае делается на нескольких стадиях приобщения к объекту и благоприятных условиях для вовлечения в инсайдерскую группу всё большего количества ранее незаинтересованных лиц со стороны путём денежных или иных обещаний, создания разного рода скрытых и явных стимулов. Волновой эффект эха ядра часто сочетается с эффектом низкой базы, что выгодно выделяет феномен снежного кома на фоне других изначально крупных явлений, которые не могут расти быстрыми темпами в силу их изначально высокой базы (новомодное веганство в сравнении с традиционным мясоедством). Для сравнения, «эффект бабочки» порождает не рост самого феномена, а возникновение цепи относительно независимых событий, каждое из которых становится всё более эпохальным и масштабным. «Эффект снежного кома» в финансовой сфере носит название финансовой пирамиды хотя внешние слои ядра не обязательно по степени вовлечённости идентичны внутренним, то есть, к примеру, помимо суровых и непоколебимых приверженцев вегетарианства к ним примыкают средне- и слабозаинтересованные в некоем феномене группы потенциальных адептов. Наименование эффекта происходит от обычной аналогии, когда маленькая, но липкая снежинка может вырасти в снежный ком, поглощая всё больше и больше окружающего её снега. Такое наращивание по спирали может сделать объект опасным или разрушительным. В точных науках фигуральному выражение ближе всего соответствует термин геометрическая прогрессия.

## Примеры
Эффект прослеживается в самых разных сферах деятельности человека, широко употребляется в журналистике для описания процессов неконтролируемого роста ранее незначительных явлений при благоприятных для них (явлений) обстоятельствах.
К примеру в средневековом судопроизводстве неограниченное применение пыток привело к тому что для вынесения приговора было достаточно доносов и показаний свидетелей. Применение пыток даже в отношении уже признавших вину обвиняемых порождали эффект «снежного кома», при котором обвиняемые доносили на всё новых и новых якобы сообщников, с которыми они якобы вместе колдовали и, таким образом, «охота на ведьм», как и число осуждённых в колдовстве росли в геометрической прогрессии. К примеру, в городе Салем с сотней домов, за два года судебных процессов о обвинению в колдовстве были осуждены 185 человек.
«Эффект снежного кома» используется в компьютерной игре Katamari Damacy.
В экономике пример снежного кома наблюдается когда государственная политика стимулирует сбережения в ущерб потреблению. При возникающем логическом повышении процентных ставок банками государство однако начинает испытывать проблемы с выплатой растущих как снежный ком обязательств по обслуживанию государственного долга.
На валютных биржах «эффект снежного кома» прослеживается когда каждое резкое колебание курса провоцирует потенциально троекратное эхо в виде бегущих из открытых позиций спекулятивных фондов, особенно в конце недели.
В лингводемографии «эффект снежного кома» может наблюдаться тогда когда менее многочисленный по числу носителей на местном уровне, но более привлекательный по экономическим и глобальным причинам язык привлекает непропорционально большое количество желающих его изучать, часто за счёт других менее привлекательных или престижных языков. К примеру, в 1960 году в общине Сен-Леонар (Монреаль, Квебек) 55 % населения составляли франкофоны, 40 % итало-квебекцы и ещё 5 % англофоны. Однако к концу 1960-х годов доля итало-квебекцев желающих получать образование на английском языке достигла 90 %. В результате повальной ассимиляции итало-квебекцев в англоязычную среду франкоязычное большинство в общине оказалось под угрозой. В регионе начались беспорядки, пришлось вмешаться полиции.
«Эффект снежного кома» может наблюдаться и «наоборот», когда при изменении внешней конъюнктуры отпадают один за другим мелкие компоненты, без которых даже сохранившееся ядро конструкции уже теряет былую ауру значимости и престижа, что наблюдалось при распаде СССР, когда из его состава поочередно вышло несколько республик.

## В статистике
В статистике на основе данного эффекта сложилась своеобразная выборка методом снежного кома.